# Pallone d'oro FIFA 2015

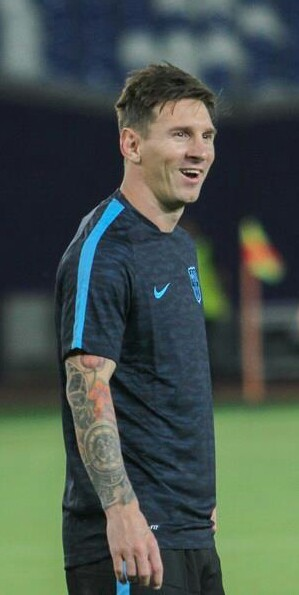
Lionel Messi, vincitore del Pallone d'oro FIFA 2015.

Il Pallone d'oro FIFA 2015 è stato consegnato l'11 gennaio 2016 a Zurigo a Lionel Messi. I tre candidati alla vittoria del premio erano l'attaccante argentino del Barcellona, l'esterno offensivo portoghese in forza al Real Madrid Cristiano Ronaldo e l'attaccante brasiliano Neymar, anch'egli in forza al Barcellona. Messi aveva già vinto un Pallone d'oro (premio assegnato da France Football) e tre Palloni d'oro FIFA per un totale di quattro titoli complessivi.
Tra gli altri 20 candidati al trofeo, 5 erano del Bayern Monaco (Robert Lewandowski, Manuel Neuer, Thomas Muller, Arjen Robben e Arturo Vidal, quest'ultimo arrivato a luglio 2015 dalla Juventus), 4 del Barcellona (Andrés Iniesta, Javier Mascherano, Luis Suarez e Ivan Rakitić), 4 del Real Madrid (Karim Benzema, Gareth Bale, James Rodríguez e Toni Kroos), 3 del Manchester City (Sergio Agüero, Kevin De Bruyne e Yaya Touré), 1 dal Chelsea (Eden Hazard), 1 dal PSG (Zlatan Ibrahimović), 1 dall'Arsenal (Alexis Sánchez) e 1 dalla Juventus (Paul Pogba).
Il FIFA World Coach of the Year è andato a Luis Enrique. I tre allenatori candidati alla vittoria finale del premio erano Pep Guardiola del Bayern Monaco, Jorge Sampaoli CT del Cile e appunto Luis Enrique del Barcellona.
Durante la cerimonia sono stati anche resi noti i vincitori del FIFA Women's World Player of the Year, del FIFA World Coach of the Year per il calcio femminile, del FIFA Puskás Award, del FIFA FIFPro World XI.

## Pallone d'oro FIFA
Per il Pallone d'oro FIFA hanno votato commissari tecnici, capitani di squadre nazionali e rappresentanti dei media.

## FIFA Puskás Award
Il FIFA Puskás Award è stato assegnato, in base ai voti dei fan del calcio su FIFA.com, canale FIFA su YouTube e sul sito francefootball.fr, al brasiliano Wendell Lira, per il più bel gol del 2015. Tale gol risale all'11 marzo 2015, durante quarta giornata del Campionato Goiano 2015.
Lira ha ottenuto il 46,7% dei voti contro il 33,3% di Lionel Messi e il 7,1% di Alessandro Florenzi.

## FIFA Fair Play Award
Il FIFA Fair Play Award è stato consegnato a Gerald Asamoah, ex calciatore dello Schalke 04, per aver, oltre ad altri volontari, aiutato i rifugiati in difficoltà in tutto il mondo.

## FIFA FIFPro World XI
La FIFPro, l'unione internazionale dei calciatore, invitò 26 478 calciatori professionisti da tutto il mondo per votare i FIFA FIFPro World XI, ovvero gli undici migliori calciatori del 2015.